# سعاد ماهر
سعاد ماهر (29 أغسطس 1917 - 1 يناير 1996) هي عالمة آثار مصرية، تخصصت في الآثار الإسلامية.

## حياتها
مواليد 29 أغسطس 1917، تخرجت في كلية الآداب 1946، وحصلت على الدكتوراه في الآثار الإسلامية من جامعة القاهرة سنة 1954، تحت إشراف عالم الآثار الشهير الدكتور زكي محمد حسن، وعينت عميدة كلية الآثار بجامعة القاهرة خلال الفترة من 1974 إلى 1977، ثم أعيرت لكلية الآداب بجامعة الملك عبد العزيز بجدة، أستاذ للدراسات العليا منذ 1977 وحتى 1985. ثم عادت إلي جامعة القاهرة أستاذ متفرغ بكلية الآثار حتى وافتها المنية عام 1996.

### المؤهلات العلمية
- ليسانس آداب – قسم التاريخ – جامعة القاهرة – 1946م.
- دبلوم الآثار الإسلامية – جامعة القاهرة – 1949م.
- دكتوراه في الآثار الإسلامية – جامعة القاهرة – 1954م، تحت إشراف الدكتور زكي محمد حسن، وكان موضوع الرسالة ""المنسوجات المصرية في عصر الانتقال من الفتح الإسلامى وقيام الدولة الفاطميه""
- عينت عميدة كلية الآثار بجامعة القاهرة من 1974م- 1977م
- أعيرت لكلية الآداب بجامعة الملك عبد العزيز بحدة، أستاذ للدراسات العليا منذ 1977-1985م.
- ثم عادت إلي جامعة القاهرة أستاذ متفرغ بكلية الآثار حتى وافتها المنية عام 1996م.

## جوائز
- وسام جمهورية مصر العربية من الطبقة الثانية عام 1977م تكريما من الرئيس الراحل محمد أنور السادات.
- نيشان الاستحقاق من هيئة فرسان العصور الوسطى من جمهورية النمسا تقديرا لكتابة المادة العلمية لثلاثة أفلام عن اليهودية والمسيحية والإسلام.
- وسام جمهورية مصر العربية من الدرجة الإولى في الفنون والآداب تكريما من الرئيس محمد حسنى مبارك.
- جائزة الدولة من الدرجة الأولى من المملكة العربية السعودية تقديرا لمؤلفاتها عن مكة والمدينة
- درع دولة الإمارات العربية المتحدة.

## المؤتمرات والندوات الدولية
- مؤتمر المستشرقين – ميونخ- ألمانيا الغربية 1958م.
- مؤتمر بغداد الدولي عن الحضارة الإسلامية – 1974م. ألقت خلاله بحثا عن «العمارة المدنية في مصر»
- ندوة الجبرتي العلمية الدولية بالجمعية المصرية للدراسات التاريخية – 1974م ألقت خلاله بحثا

عن الآثار الإسلامية في كتابات الجبرتي
- ندوة القاهرة الدولية بمناسبة العيد الألفي للقاهرة – وزارة الثقافة المصرية 1970م – ألقت خلالها بحثا عن «التأثير القبطي على العمارة الإسلامية في عهد الدولة الفاطمية».
- مؤتمر بيروت الدولي عن (الحضارة الإسلامية بين الأصالة والتجديد) 1975م ألقت بحثا بعنوان «تطور العمارة الإسلامية».
- المهرجان الإسلامي الدولي للآثار الإسلامية المنعقد في لندن 1975م ألقت بحثا بعنوان «أثر الفنون الإسلامية على أوروبا».
- ندوة الماوردي الدولية – جامعة عين شمس – 1976م ألقت بحثا عن «أثر الماوردي على الفن السلجوقي».
- مؤتمر البيزرة الدولة المنعقد في أبو ظبي بالإمارات العربية المتحدة 1976م ألقت بحثا بعنوان «البيزرة في الفن الإسلامي».
- مثلت مصر في التبادل الثقافي بين مصر وتركيا 1977 ألقت 12 محاضرة عن الآاثر الإسلامية في مصر وتركيا.
- مؤتمر التراث العماني الدولي في مسقط 1980م ألقت بحثا عن «التحصينات الحربية بسلطنة عمان».
- مؤتمر الجامعة العربية للآثار الإسلامية المنعقد في الكويت 1982م، ألقت خلاله بحثا عن «كيفية الحفاظ على العمارة والتراث الإسلامي».
- المؤتمر الدولي لترميم قلعة صلاح الدين الأيوبي بالقاهرة – اللجنة العليا للآثار المصرية، 1983م ألقت بحثا عن «عملية الترميم في التحصينات الحربية».
- المؤتمر الدولي لترميم آثار مدينة رشيد تنظيم اللجنة العليا للآثار المصرية 1985م. وألقت خلاله بحثا بعنوان «ترميم الآثار المدنية والحربية بمدينة رشيد».

## الهيئات والجمعيات واللجان العلمية التي انتمت إليها
- الجمعية المصرية للدراسات التاريخية.
- الهيئة العليا للآثار المصرية.
- لجنة المتاحف والآثار الدولية التابعة لمنظمة اليونسكو بباريس.
- لجنة الآثار التابعة للجان المتخصصة بالقاهرة.
- لجنة المتحف الإسلامي
- لجنة المتحف القبطي.

## الإشراف على أعمال الحفائر
- حفائر كلية الآثار – قسم الآثار الإسلامية - بمنطقة الفسطاط خلال ثلاث مواسم متتالية بين عامي 1973-1975م
- حفائر كلية الآثار بالجبانة القبطية بسقارة لمدة موسمين 1976-1977 ونشرت نتائج الحفائر في مجلة كلية الآثار – جامعة القاهرة عام 1977م.
- حفائر كلية الآثار بمنطقة بطن أهريت بمحافظة الفيوم لمدة موسمين 1975-1976م ونشرت نتائج الحفائر في مجلة كلية الآثار – جامعة القاهرة عام 1978م.

## الإشراف على الرسائل العلمية
أشرفت على أكثر من 64 رسالة للماجستير والدكتوراه لطلاب من مختلف بلاد العالم مثل سورية والأردن والعراق والسعودية وإيران وباكستان والصين وألمانيا الغربية والولايات المتحدة.

## الإنتاج العلمي
- ألفت أكثر من ثمانين مؤلفا عن الحضارة والآثار والفنون الإسلامية والقبطية.
- برامج اسبوعبة في التلفزيون المصري.
- أحاديث بالإذاعة المصرية.
- مقالات صحفية نشرت بجريدة الأهرام بين عامي 1966-1972م.وكذلك بمجلة المعرفة ومجلة منبر الإسلام ومجلة الشبان المسلمين ومجلة المجلة الصادرة عن وزارة الثاقافة المصرية ومجلة الدارة السعودية..
- كتبت أيضا عدد من المقالات الصادرة بلغات أجنية

### الكتب
- موسوعة مساجد مصر وأولياء الله الصالحين بها، خمسة أجزاء، المجلس الأعلى للشئون الإسلامية، القاهرة، 1971-1983م.
- موسوعة البلد الأمين خلال 14 قرن، ثلاثة أجزاء، في عشر مجلدات، دار العلم، جدة.
- موسوعة مدينة طيبة خلال 14 قرن، عشرة أجزاء، دار العلم للطباعة، جدة..
- القاهرة في ألف عام، وزارة الثقافة المصرية، شاركت بكتابة المادة العلمية للعصر القبطي والإسلامي حتى عصر [[محمد على]ٍ].
- محافظات جمهورية مصر العربية وآثارها الباقية.
- البحرية في مصر الإسلامية
- مخلفات الرسول صلى الله عليه وسلم بمسجد الحسين بن علي بالقاهرة، وزارة الأوقاف.
- مشهد الإمام على بالنجف.
- الفن الإسلامي دراسة فنية تطبيقية آثارية.
- النسيج الإسلامي، الجهاز المركزي للكتب، القاهرة، 1977م.
- الفن القبطي، الجهاز المركزي للكتب، القاهرة، 1977م.
- الخزف التركي، الجهاز المركزي للكتب، القاهرة، 1977م.
- الحصير في الفن الإسلامي.
- الكليم بمتحف جاير أندرسن
- عقود الزواج على المنسوجات الأثرية.
- الجامع الأزهر أثر وحضارة.
- القاهرة القديمة وأحيائها، المؤسسة المصرية للتأليف والترجمة والنشر، القاهرة، 1962م.
- الفنون الإسلامية في الحضارة الإسلامية، الهيئة المصرية العامة للكتاب، 1986م.
- مدينة أسوان وآثارها القبطية والإسلامية، الجهاز المركزي للكتب، القاهرة، 1977م.
- مجرى عيون فم الخليج
- شجرة الحياة في الفن الإسلامي
- رسالة دعوة الأطباء لابن بطلان.
- نهر النيل كما جاء في كتب الآثار.
- العمارة الإسلامية خلال العصور، دار البيان العربي ن جدة، 1985م.
- موسوعة (محمد حسنى مبارك) تاريخ مصر عبر العصور 26 جزء.
- منسوجات المتحف القبطي، بالاشتراك مع حشمت مسيحة جرجس، المطابع الأميرية، القاهرة، 1957م.
- مساجد في السيرة النبوية، الهيئة المصرية العامة للكتاب، القاهرة، 198